# Маков, Сергей Константинович
Сергей Константинович Маков (род. 3 сентября 1985, Россия, Барнаул) — российский пловец, член сборной России с 2005 года, специализирующийся в плавании на спине, экс-рекордсмен мира, мастер спорта России международного класса.

## Биография
Сергей Маков родился 3 сентября 1985 года в Барнауле. Начал заниматься плаванием в возрасте восьми лет под руководством тренера Е. Н. Саулиной. Позднее тренировался у заслуженного тренера России Валерия Бачинаа, выступал за команду Вооружённых сил (Омск).
В 2013 году переехал в Омск, где продолжил карьеру, а после завершения выступлений занялся тренерской деятельностью.

## Спортивная карьера
Специализировался в плавании на спине, неоднократно становился чемпионом и призёром национальных и международных соревнований.

### Достижения
- Мастер спорта международного класса России.
- Экс-рекордсмен мира в смешанной комбинированной эстафете 4×50 м.
- Чемпион и многократный призер этапов Кубка мира.[2]
- Серебряный призёр чемпионата Европы на короткой воде (2011, эстафета 4×50 м комбинированная).
- Чемпион России:
  - 2004 — 50 м на спине;
  - 2006 — эстафета 4×100 м комбинированная.
- Серебряный призёр чемпионатов России:
  - 2005—2007, 2012 — 50 м на спине;
  - 2005—100 м на спине;
  - 2007 — эстафета 4×100 м комбинированная.
- Бронзовый призёр чемпионатов России:
  - 2009—2011 — 50 м на спине;
  - 2008, 2011, 2012 — эстафета 4×100 м комбинированная.
- Чемпион России на короткой воде:
  - 2004—2006, 2009 — 50 м на спине;
  - 2005—100 м на спине.
- Серебряный призёр чемпионатов России на короткой воде:
  - 2004—100 м на спине;
  - 2011—200 м на спине.
- Бронзовый призёр чемпионатов России на короткой воде:
  - 2006, 2007, 2008, 2011, 2012 — индивидуальные дистанции и эстафеты.[5]

### Допинговый скандал
12 октября 2013 года Международная федерация плавания (FINA) дисквалифицировала пловца сборной России Сергея Макова на два года с за нарушение антидопинговых правил. В пробе Макова, взятой 12 октября во время этапа Кубка мира по плаванию на короткой воде в Москве, обнаружено запрещенное вещество остарин (селективный модулятор андрогенных рецепторов).

### Выступления в категории «Мастерс»
После завершения профессиональной карьеры активно участвует в ветеранских соревнованиях категории «Мастерс». Рекордсмен Европы и России в своей категории.

## Тренерская деятельность
В 2016 году основал школу плавания «Swim Master» в Омске. В 2021 году открыл филиал школы в Павлодаре. С момента основания школа обучила более 3700 человек, более 1500 учеников занимаются на регулярной основе.

## Личная жизнь
Женат, воспитывает сына. Проживает в городе Омске.